# Archivo Joan Maragall
El Archivo Joan Maragall es un centro de documentación que reúne un fondo documental sobre la figura y obra del poeta, y el conjunto del Modernismo. Está ubicado en la última residencia de Joan Maragall, en el número 79 de la calle Alfonso XII, en el distrito de Sarriá-San Gervasio de Barcelona (España). Es una sección de reserva de la Biblioteca de Cataluña y está abierta a investigadores y estudiosos de la obra del poeta. Además, es una casa museo que muestra los interiores de su última residencia, a la que se puede acceder mediante visita guiada o individual.

## Historia
El Archivo se creó poco después de la muerte del poeta en 1911 por iniciativa de su viuda, Clara Noble, quien impulsó la primera edición de su obra completa y recopiló su legado documental. La familia Maragall asumió el mantenimiento del Archivo hasta 1993, gracias a un acuerdo con la Generalidad de Cataluña, el centro quedó institucionalizado y adscrito a la Biblioteca de Cataluña.

## Contenido
- Manuscritos: cuenta con una colección completa de manuscritos autógrafos de Maragall, que incluye el epistolario de más de mil documentos enviados y recibidos, un centenar de manuscritos de obra literaria original, unas cuarenta traducciones realizadas por el poeta, además de agendas y libretas de notas de uso personal.

- Biblioteca de Maragall: posee mil ejemplares, muchos de ellos dedicados. Contiene obras de carácter único y singular.
- Ediciones: cuenta con las primeras ediciones de todas las obras de Maragall y ediciones posteriores hasta la actualidad.

- Biblioteca crítica: completa el fondo documental del centro, una extensa biblioteca crítica de diferentes autores sobre la obra de Maragall, las partituras originales e impresas de más de cien músicos sobre poemas del autor, la colección iconográfica (dibujos, grabados, fotografías, cuadros, etc.) y unos 10.000 recortes de prensa.

## Casa museo
El espacio se utiliza también como casa museo, y se pueden visitar las distintas estancias de la residencia, ya que se han conservado tras la reforma de 1957 que convirtió la torre en un edificio de apartamentos. Los espacios a visitar son el recibidor, el salón noble, el comedor, el despacho y dos dormitorios en los que se conservan diversos objetos del poeta y su familia. Hay obras de artistas significativos como Santiago Rusiñol, Ramón Casas, Joaquim Sunyer, Joaquim Mir, Josep Clarà, Manolo Hugué o los hermanos Josep y Joan Llimona, así como fotografías y retratos de figuras, ciudades y espacios. El mobiliario es de estilo isabelino y alfonsino, con algunas piezas modernistas.

## Publicaciones
El Archivo publica anualmente la revista académica Haidé. Estudis maragallians.

## Actividades
El Archivo organiza visitas guiadas y sesiones de formación:
- Lunes y miércoles de 10 a 14 h, y también miércoles de 16 a 20 h (según la disponibilidad) visitas guiadas para grupos.

- Lunes y jueves de 9 a 14 h, sesiones de docencia para estudiantes escolares y universitarios.

Es necesaria reserva previa a través de los formularios web (http://www.bnc.cat/esl/Visitanos/Visitas-guiadas) o contactándose por teléfono (+34 932 70 23 00).
El Archivo también organiza actividades vinculadas al mundo de Maragall y la poesía, cómo clubes de lectura, ciclos musicales, conciertos, recitales de poesía y exposiciones. 
El espacio está cedido o alquilado para presentaciones y conferencias (http://www.bnc.cat/esl/Servicios/Cesion-de-espacios).